# Caperonia similis
Caperonia similis är en törelväxtart som beskrevs av Ferdinand Albin Pax och Käthe Hoffmann. Caperonia similis ingår i släktet Caperonia och familjen törelväxter. Inga underarter finns listade i Catalogue of Life.